# رشته‌کوه بینالود

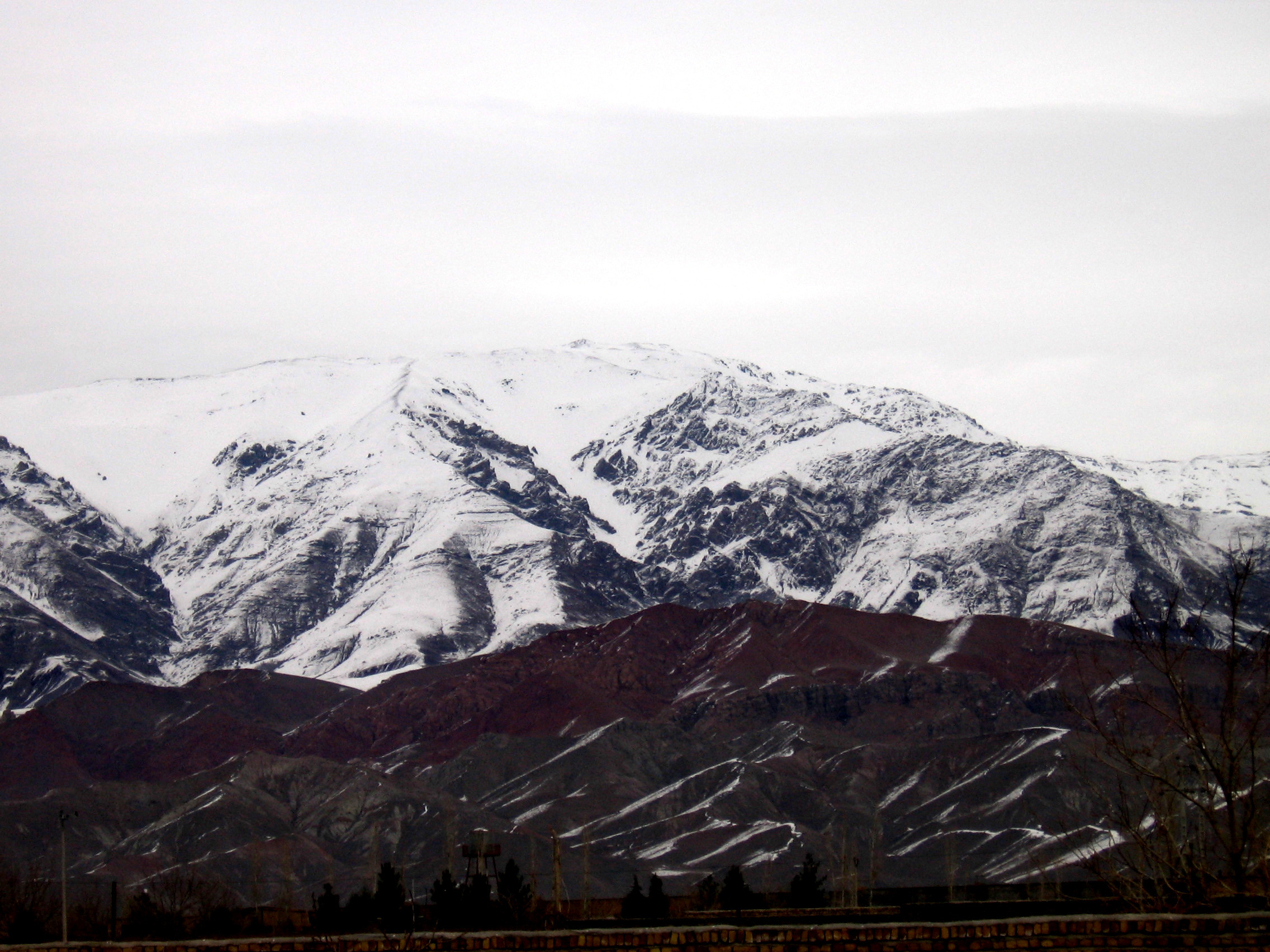
تصویری از کوه بینالود (نیشابور، جادهُ باغرود، زمستان۱۳۸۴)

رشته‌کوه بینالود به درازای نزدیک ۱۴۴ کیلومتر، واقع در شمال شرقی ایران، در ادامه شرق رشته‌کوه البرز و در استان خراسان رضوی به گونه شمال‌غرب به جنوب‌شرق قرار دارد. این رشته‌کوه به‌مانند مرزی میان دو دشت قرار گرفته که یکی نیشابور و دیگری مشهد و چناران است. بخش اعظم این رشته کوه که شامل قله بینالود هم میشود در منطقه نیشابور بزرگ قرار گرفته است مردم محلی به آن بینالوت یا بنلی نیز می‌گویند. این رشته‌کوه بخشی از فلات ایران است.

## توصیف

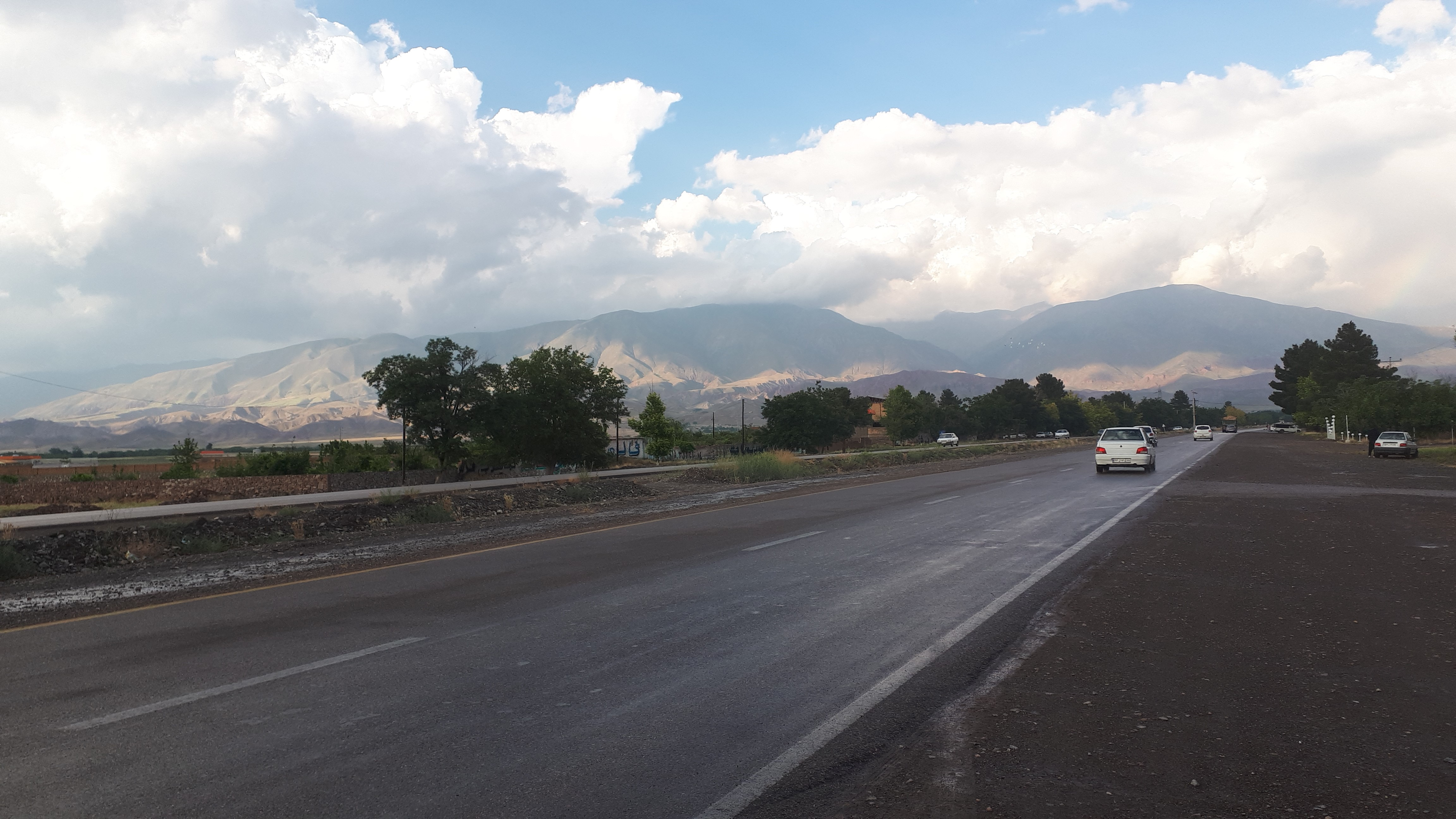
نمای رشته کوه بینالود از جاده باغرود نیشابور، خرداد ۱۳۹۸

رشته کوه بینالود، واسطه‌ای است میان کوه‌های پاروپامیسوس (متعلق به هندوکش) و کوه‌های البرز، و از این لحاظ اهمیت ویژه‌ای دارد. این منطقه (رشته کوه بینالود و آلاداغ و پشت کوه) زلزله‌خیز، و در معرض فعالیت‌های زمین‌ساختی است. در رشته‌کوه بینالود، معادن متعددی تأسیس شده که کانی‌ها و سنگ‌هایی از قبیل فیروزه از آن‌ها استخراج می‌شود. منابع فلز کرومیت نیز در این کوه‌ها یافت می‌شود.

### قله‌ها
بلندترین نقطهٔ رشته‌کوه بینالود، قلهٔ شیرباد با بلندی ۳۳۳۹ متر است که در شمال روستای بوژان و شمال شرقی شهر نیشابور قرار گرفته است.
کوه بینالود، با وجود ارتفاعی کمتر از شیرباد، شهرت بیشتری دارد. قله قوچگر با ارتفاع ۲۸۹۰ متر از سطح دریا، فلسکه با ارتفاع ۳۱۵۰ متر، زشک با ارتفاع ۲۵۱۵ متر، چمن با ارتفاع ۲۵۲۳ متر و قله زرگران با ارتفاع حدود ۳۱۰۰ متر از سطح دریا از دیگر قله‌های مهم رشته‌کوه بینالود هستند.

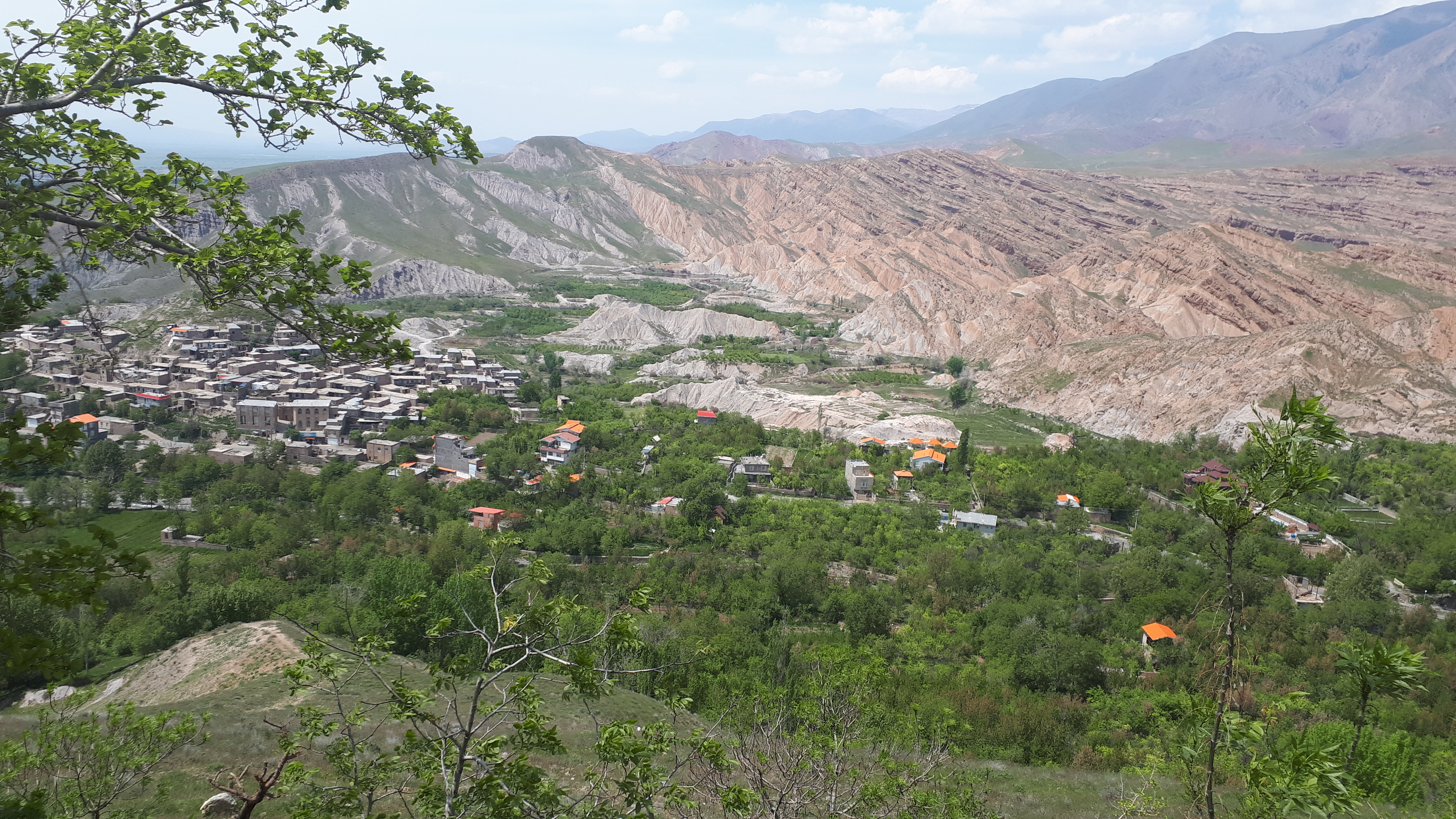
رشته کوه بینالود، از نمای روستای بوژان شهرستان نیشابور

### رودها
سه رود دائمی کشف‌رود، اترک و کال شور از این رشته‌کوه سرچشمه می‌گیرند.

افزون بر این، رودخانه‌های نسبتاً کم‌آبی همچون رودخانه‌های میرآباد، زشک و طرقبه، اخلمد، گرینه، بوژان، خرو علیا، بار، درود و دیزباد در دره‌های خرم این منطقه جریان دارند که بخش اعظم آب آن‌ها صرف آبیاری باغ‌ها و زمین‌های کشاورزی می‌شود.

### پوشش گیاهی و جانوری
دامنه‌های بینالود، از پوشش گیاهی مناسبی برخوردار است و گیاهان خودروی زیادی در منطقه وجود دارند، از قبیل: گون، ریواس، آویشن، زرشک کوهی، تمشک دم گاو، زیره کوهی، گلپر و موسیر. به‌دلیل وجود همین تنوع گیاهی، منطقه دارای پوشش جانوری مناسبی نیز هست، و از جمله حیواناتی مانند قوچ، میش، عقاب شاهی، پلنگ، گرگ، شغال، روباه، مارهای سمی و غیرسمی را می‌توان در این ناحیه مشاهده کرد.
ریواس از معروف‌ترین گیاهان خودروی این رشته‌کوه به‌شمار می‌رود. در بخش شمال غربی رشته‌کوه بینالود، پوشش درختچه‌های ارس دیده می‌شود. برف و یخِ حاصل از بارش‌های زمستانه و بهاره، غالباً تا اوایل فصل تابستان در قله‌ها باقی می‌مانَد.

## موقعیت جغرافیایی
رشته‌کوه بینالود در شمال‌شرق ایران (شمال خراسان رضوی) و در میان دو مدار جغرافیایی '۵۷و °۳۵ تا '۵۲و °۳۶ شمالی و دو نصف‌النهار '۲۹و °۵۸ تا '۴۴و °۵۹ شرقی واقع شده است. این کوهستان به بام خراسان مشهور است.
این رشته‌کوه دارای جهت شمال‌غربی ـ جنوب‌شرقی و طول ۱۴۳/۷۵ کیلومتر بوده و از جنوب‌شرق شهر قوچان تا شرق و شمال‌شرق نیشابور امتداد یافته است. از غرب و شمال‌غرب با کوه‌های کم‌ارتفاع‌تر کوزه‌ای و شاه‌جهان و از شرق و جنوب‌شرق به کوه‌های به‌مراتب پست‌تر کته شمشیر محدود می‌شود. اگر چه مرز بینالود با ارتفاعات غربی و شرقی‌اش تا حدّی آشکار است، امّا در جبههٔ شمال ـ شمال‌شرقی، فرورفتگی کشف‌رود و گسل مشهد، این واحد را به‌وضوح از رشته‌کوه کپه‌داغ ـ هزار مسجد جدا می‌کند. حدّ جنوبی بینالود نیز به گسل‌های نیشابور و میامی و رود کال‌شور و دشت نیشابور منتهی می‌شود. به این ترتیب، تمام زهکش‌ها و آبریزهای شمالی رشته‌کوه بینالود به تراف کشف‌رود و زهکش‌های دامنهٔ جنوبی آن به کال‌شور و دشت نیشابور ملحق می‌شوند.

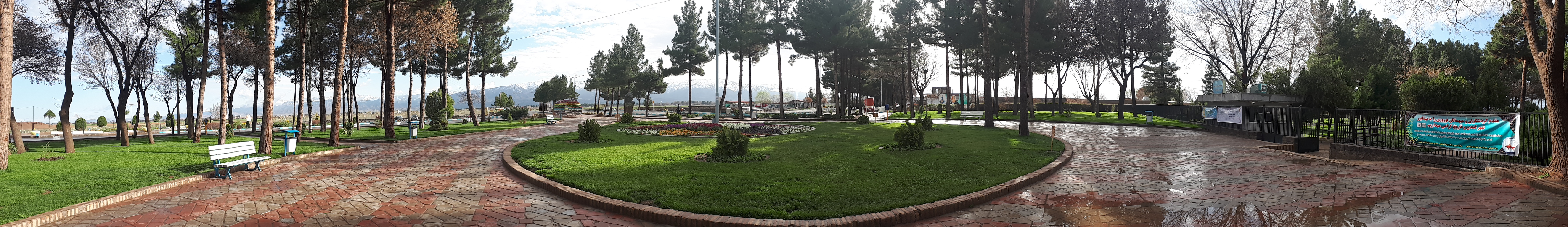
تصویری سراسرنما از رشته کوه بینالود در مقابل آرامگاه عطار (برای مشاهده در اندازه واقعی بر روی عکس کلیک کنید)

## زمین‌شناسی
رشته‌کوه بینالود، بر اثر برخورد صفحه عربستان و صفحه اوراسیا شکل گرفته است. حرکت این صفحات و صفحات مرکزی ایران باعث می‌شود که رشته‌کوه بینالود، سالانه در حدود ۴ میلی‌متر افزایش ارتفاع داشته باشد.
از دیدگاه زمین‌شناسی، شرق رشته‌کوه بینالود، به‌ویژه دامنه‌های شمالی ـ شرقی آن، بیشتر از سازند معروف به فیلیت مشهد، تشکیل شده است؛ ولی در بخش‌های غربی و شمال‌غربی آن، آهک‌های توده‌ای (اخلومد) و لایه‌ای نخودی‌رنگ حضور چشمگیر دارند. اگرچه، در بخش فیلیت مشهد به سمت دامنه‌های جنوبی بینالود، شاهد دخالت سازندهای آهکی (سازند بهرام) و سازندهای نئوژن نیز هستیم. به‌هرحال، بخش عمدهٔ بینالود، شامل سازند فیلیت (اسلیت، شیست، کوارتزیت، مرمر و مانند آن) و آهک‌های توده‌ای و لایه‌ای است و توده‌های آذرین (گرانیت که با ساختمان باتولیت در میان رسوب‌های پالئوزوئیک سر برآورده)، سنگ‌های اولترا بازیک (افیولیت‌ها) سرپانتینیت، ماسه‌سنگ، کنگلومرا، سازندها و آبرفت‌های کواترنر نیز، به‌شکل پراکنده در ساختار سنگ‌شناسی بینالود به چشم می‌خورد.

## اقلیم
از دیدگاه اقلیمی، نتایج حاصل از به‌کارگیری روش دومارتن نشان می‌دهد که رشته‌کوه بینالود و محدودهٔ مورد مطالعه، آب‌وهوای سرد و نیمه‌خشک دارند. میانگین دمای سالانه ۱۳درجهٔ ساـنتی‌گراد، حداکثر و حداقل دمای منطقه نیز به‌ترتیب، ۳۴/۴ و منفی ۷/۷ درجهٔ سانتی‌گراد است. میانگین بارندگی سالانه نیز ۳۲۰ میلی‌متر است.

## ذخایر آبی
در خصوص وضعیّت آب‌شناسی و منابع آب در محدودهٔ رشته‌کوه بینالود، می‌توان به وجود آب‌های سطحی در قالب روان‌آب‌ها، رودخانه‌ها و دریاچه‌های طبیعی و مصنوعی و آب‌های زیرزمینی به‌شکل چاه، چشمه، قنات و منابع کارست زیرزمینی اشاره کرد.
در دامنه‌های شمالی بینالود، ۶۹ حوضهٔ آبریز کوچک و بزرگ با رودخانه‌ها و جریان‌های سطحی دائمی وجود دارند و بزرگ‌ترین و بیشترین جریان‌های رودخانه‌ای در این بخش شکل گرفته‌اند. در حالی‌که در دامنه‌های جنوبی، حوضه‌ها و رودخانه‌های محدودتر (۴۷ حوضهٔ آبریز) و کوچک‌تر خودنمایی می‌کنند. تمرکز و تعداد چشمه‌ها در یال جنوبی نسبت به یال شمالی بینالود بیشتر است. حال آن‌که تعداد قنات‌ها و چاه‌ها در دامنهٔ شمالی به‌مراتب بیشتر است.
وضعیّت خاک و پوشش گیاهی منطقه نیز حاکی از آن است که خاک‌های منطقه دارای برون‌زد کم، عمق کم، حالت سنگلاخی و از ردهٔ لیتوسل‌ها، به‌ویژه روی سازند فیلیتی هستند. وجود خاک‌های کم‌وسعت و ناقص، موجب ضعف پوشش گیاهی در منطقه شده و در دامنه‌ها و ارتفاعات، گیاهان مرتعی، بوته‌ای، استپی و جنگل‌های ارس به‌شکل نقطه‌چین و پراکنده وجود دارند.

## افسانه‌ها
این رشته‌کوه داستان‌ها و افسانه‌های زیادی را به خود دیده است، از آشیانه سیمرغ گرفته که برگرفته از داستان سیمرغ عطار، شاعر نیشابوری، تا غار ابراهیم ادهم.
آورده‌اند که ابراهیم ادهم، عارف سرشناس، که حدود هفت سال در غاری میان کوه‌های بینالود اقامت داشته و به مناجات عارفانه مشغول بوده است. نقل است که وی بعد از این مدت به‌قصد رفتن به مکه سفر خود را شروع می‌کند و در همان مکان دار فانی را وداع گفته است. این غار هم‌اکنون از روستاهای غار و رود قابل دسترسی است.